# Франки (армяне)
Франки (арм. ֆրանկեր) или франги, френги — название группы, большинство которой составляют западные армяне, приверженцев Армянской католической церкви. Проживают бо́льшей частью на севере Армении, в Самцхе-Джавахети, в городе Ахалцихе и селах Норхеб, Норшен, Абатхев и Цинубани в Грузии.

## История
Первоначально слово «франг» связывалось у армян с крестоносцами, которые проходили через армянскую Киликию. Позднее «франги» стали ассоциироваться с католическими миссионерами из монашеского ордена францисканцев, которые проповедовали в Киликии в XVI—XIX вв. После принятия некоторой частью армян католицизма, это слово стало означать армян-католиков.
В 30-х годах XIX века армяне-католики иммигрировали из Западной Армении в Самцхе-Джавахетию, откуда стали постепенно переселяться на территорию нынешней Армении.
Среди армян-франгов существуют различия по месту жительства и другим признакам. Существуют следующие группы армян-франгов, проживающих в Грузии:
- «мшеци-франги» проживают в сёлах Эштия, Уджмана, Ториа, Ждановакан Ниноцминдского муниципалитета. Приставка «мшеци» означает «из Муша». Именно из этого города переселились предки армян, проживающих в указанных селениях;
- «гбо-франги» — армяне, проживающие в сёлах Бавра, Хульгумо, Картиками, Турцхи Ахалкалакского муниципалитета, Аспара и Новый Хульгумо Ниноцминдского муниципалитета;
- «хас-франки» проживают в сёлах Аластани и Варевани Ахалкалакского муниципалитета.

## В настоящее время
В конце XX — начале XXI вв. по экономическим и иным причинам началась массовая эмиграция франков в Краснодарский край и другие южные районы России. Сегодня франки составляют значительное большинство прихожан в католических приходах Краснодара, Белореченска, Армавира и черноморского побережья епархии святого Климента. Несмотря на то, что франки посещают латинские приходы из-за отсутствия собственных, они юридически принадлежат Ординариату Восточной Европы Армянской католической церкви.
Франки Кубачи
Согласно сочинения «Письма о Грузии» грузинского историка Луки Исарлова жители дагестанского аула Кубачи называли себя потомками франков.

«[В 1830-х годах] кобачинцы часто приезжали в Тифлис к католическому префекту, патеру Филиппу, как к французскому священнику, рекомендуя себя потомками франков. … Они показывали патеру Филиппу старинные рукописи, писанные на пергаменте, объясняя, что эти пергаменты остались от их предков, франков, что религия их была того народа, на языке которого писаны эти пергаменты, сохраняемые ими, как святыни, хотя они сами стали уже мусульманами. Рукописи были писаны на латинском языке. Главноуправляющий барон Розен, к которому кобачинцы являлись часто, расспрашивал их через … лезгинского переводчика. Он намерен был отправить к ним … патеров … для обращения кобачинцев в христианство; но это не состоялось».